# Teuven
Teuven est une section de la commune belge de Fourons située en Région flamande dans la province de Limbourg.
C'est une des seules parties de la province du Limbourg qui faisait partie du Duché de Limbourg.

## Toponymie
Tofino (720 ?), Tofinum (720 ?)

## Châteaux
Village bucolique, Teuven ne compte pas moins de deux châteaux : Le château De Hoof (De Draeck) et le château de Sinnich (Abdij van Sinnich). Témoins d'un riche passé de grands propriétaires terriens, le château De Draeck est désormais propriété de la Région flamande. Actuellement, il est occupé par un hôtel-restaurant. Toutefois, le style de ce château classé est conservé.
Le château de Sinnich, situé à la sortie est du village, est perceptible au bout de la majestueuse allée du parc y menant. On découvre alors la façade réalisée par l'architecte Couven d'Aix-La-Chapelle. Autrefois, le domaine était une abbaye de chanoines du XIIIe siècle.

## Ancienne abbaye
On remarque encore quelques vestiges d'une ancienne abbaye, dont trois galeries du cloître mutilé. L'abbaye remonte à 1243, elle-même issue d'un prieuré fondé un siècle auparavant, vers 1151. L'actuel bâtiment principal, œuvre attribué à Johann Joseph Couven date de 1756 et était réservé à l'abbesse et aux chanoinesses. L'abbaye a été vendue comme bien national en 1798 et son bâtiment principal converti en château.

## Cours d'eau
La Galoppe longe le village dans sa partie nord, formant à la sortie du village la séparation entre les Limbourg belge et néerlandais.

## Photographies

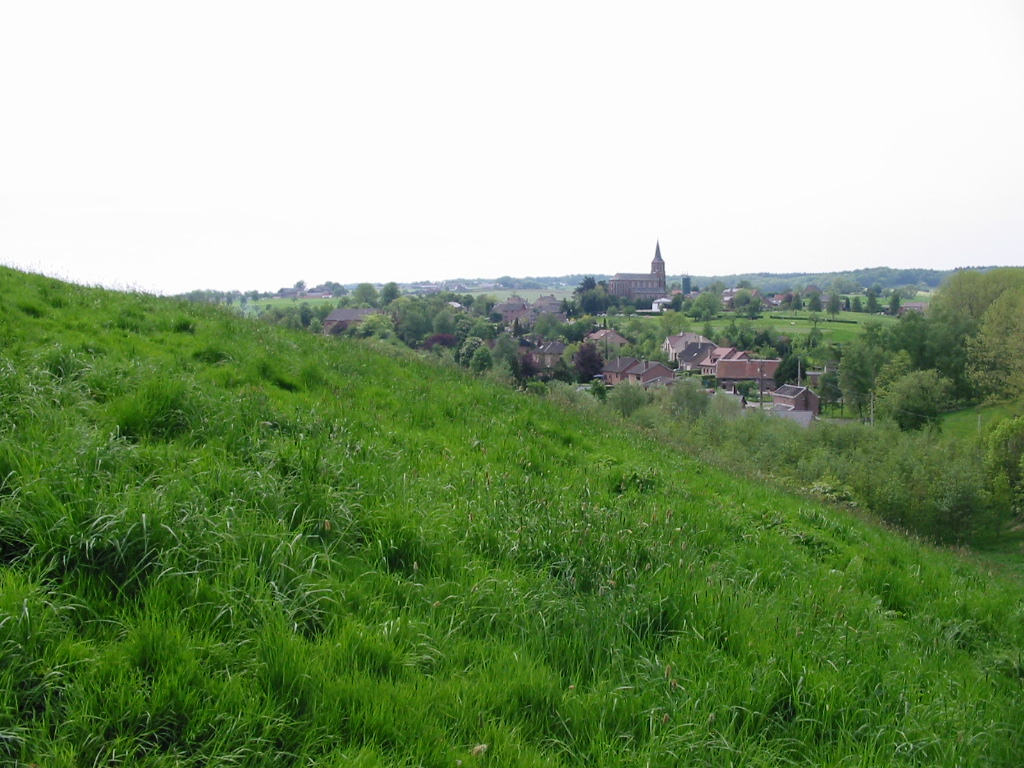
Vue sud du village
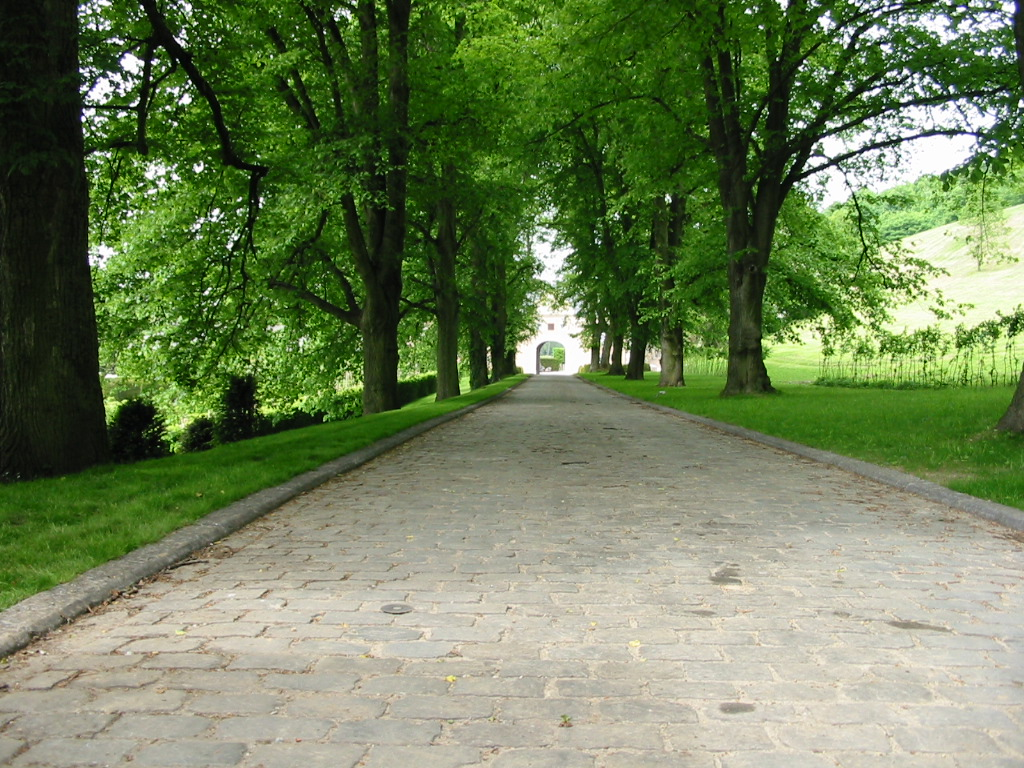
Entrée du château de Sinnich
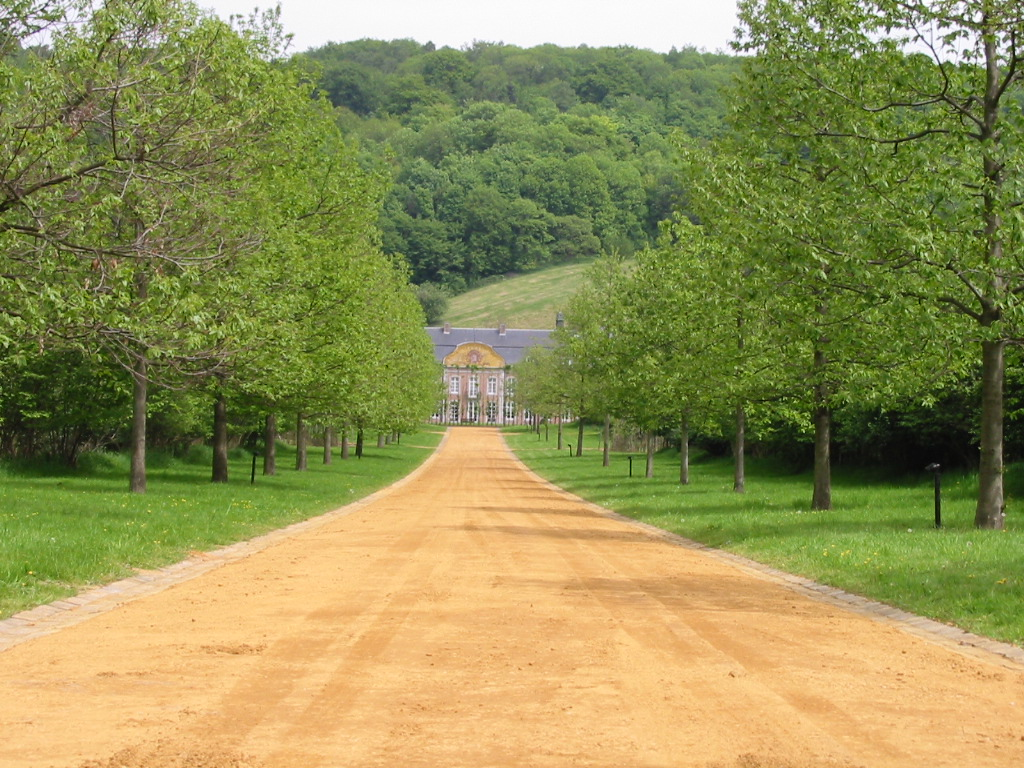
Parc du château de Sinnich
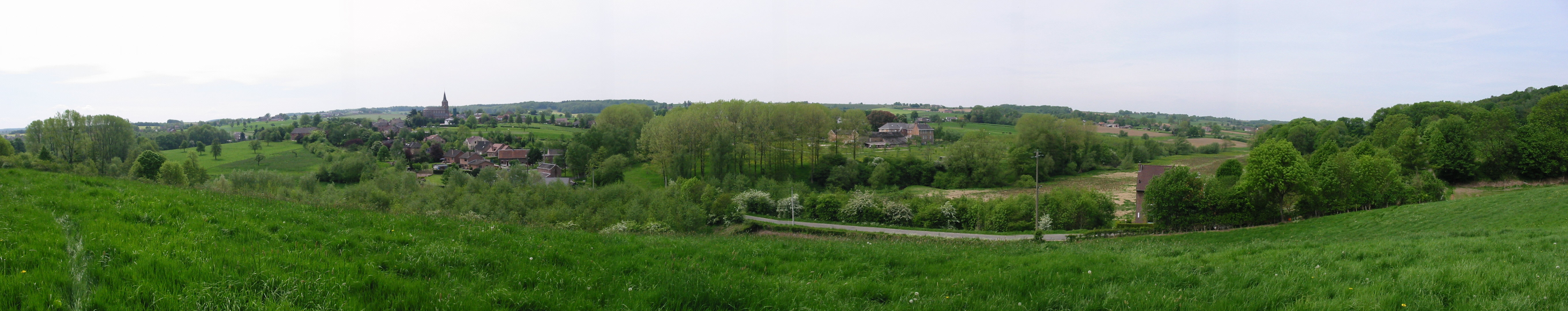
Vue vers le sud
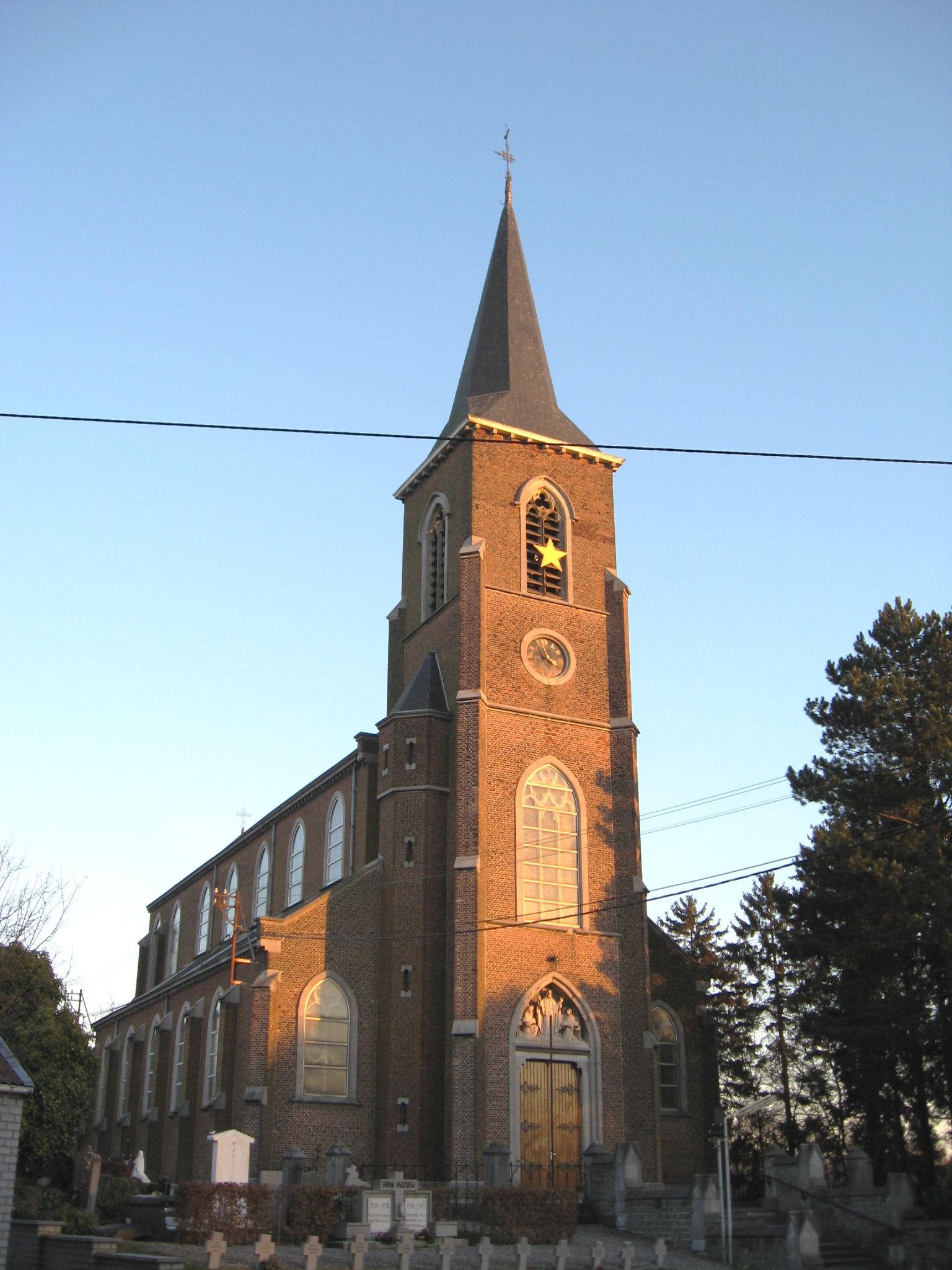
L’église Saint-Pierre

## Personnalités liées à Teuven
- Paul Cerfontaine, né en 1864 à Teuven, zoologiste.
- Charles Vandenhove, né en 1927 à Teuven, architecte.
- Luc Hollands, né en 1967 à Teuven, fermier et activiste altermondialiste.